# تپه بابا گرد علی ۳
تپه بابا گرد علی ۳ مربوط به دوره اشکانیان - دوره ساسانیان است و در شهرستان کوهدشت، بخش طرهان، ۲ کیلومتری جنوب شهر گراب واقع شده و این اثر در تاریخ ۲۸ اسفند ۱۳۸۵ با شمارهٔ ثبت ۱۸۳۰۱ به‌عنوان یکی از آثار ملی ایران به ثبت رسیده است.